# Victorio Casado Fernández
Victorio Casado Fernández (Navalmoral de la Mata, 21 de mayo de 1902 - Madrid, 2 de julio de 1940) fue un político y sindicalista español.

## Biografía
Ferroviario de profesión, trabajó para la Compañía Nacional de los Ferrocarriles del Oeste. Estuvo afiliado al Sindicato nacional ferroviario de la UGT y al PSOE. En febrero de 1936 fue designado alcalde de su localidad natal, Navalmoral de la Mata. Tras el estallido de la Guerra civil marchó a Madrid, donde perteneció a las milicias extremeñas. Llegó a visitar a la Unión Soviética. Durante la contienda ejerció como comisario político de las divisiones 1.ª, 66.ª y 69.ª, así como del I Cuerpo de Ejército.
Tras el final de la guerra fue detenido por las fuerzas franquistas, siendo juzgado, condenado a muerte y fusilado en 1940.